# Гласный (политика)

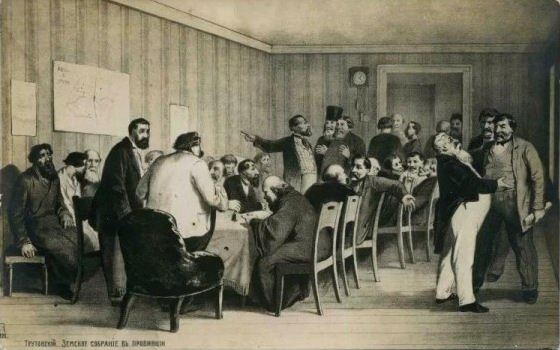
Константин Трутовский
«Земское собрание в провинции» (1865 г.)

Это статья про депутатов городских дум и земских собраний в Российской империи. Другие значения слова см. в статье Гласный (значения).
Гласный — член собрания с решающим голосом в Российской империи. С 1785 года гласными назывались члены городских дум, а со времени введения в действие земских учреждений — и члены земских собраний, уездных и губернских. А после Манифеста Николая II, учредившего Государственную думу, также и депутатов нижней палаты парламента по инерции нередко называли гласными.

## Гласные городских дум
В своей «Грамоте на права и выгоды городам Российской Империи» 1785 года Екатерина II впервые законодательно оформила основные принципы местного самоуправления. Так, согласно пункту 158 грамоты, чтобы составить голос от настоящих городовых обывателей, каждые три года должны были собираться в каждой части (районе) города настоящие городовые обыватели, чтобы выбрать от себя по баллам одного гласного в городскую думу. А затем каждый Гласный настоящих городовых обывателей был должен явиться к Городскому Главе. Пункт же 159 утверждал принципы выбора отдельных гласных от купечества:

Чтобъ составить голосъ гильдейской, собирается всякіе три года каждая гильдія, и выбираетъ по баламъ одного Гласнаго каждой гильдіи. Каждый Гласный явиться долженъ у Городскаго Главы.— Екатерина II. Грамота на права и выгоды городамъ Россійской Имперіи
Согласно Городовому положению 1892 года,
- в гласные могли избираться только лица, имеющие право голоса на выборах (ст. 43)
- число гласных из нехристиан не должно было превышать одной пятой части общего числа гласных (ст. 44)
- гласныe избирались на четыре года.
- В городах, имеющих не более ста избирателей, в думе было 20 гласных. Там, где число избирателей было более ста, на каждые пятьдесят избирателей свыше этого числа прибавлялось по три гласных до тех пор пока число их не достигало:

- в столицах — 160,
- в губернских городах с населением свыше ста тысяч и в городе Одесса — 80,
- в губернских, областных, входящих в состав градоначальств и значительных уездных городах — 60,
- в остальных городских поселениях — 40 (ст. 56)

- гласные не имели неприкосновенности. Напротив, гласные, привлечённые к судебной ответственности, устранялись из состава думы впредь до окончания судебного производства (ст. 59)

Как вспомогательный и во многом косметический институт, не имевший реальной власти, гласные в Российской империи были формальным или даже номинальным инструментом, воспринимавшимся всеми сословиями как дополнительная нагрузка или обуза. Во времена александровских реформ жёсткой критике институт гласных подверг Александр Энгельгарт. В своих «Письмах из деревни» он неоднократно возвращался к этой теме: «Конечно, я сам выбираю гласного от землевладельцев; но зачем я его выбираю ― я и сам не знаю. Приказано, потому и выбираю. Мужики тоже выбирают гласного от сельского сословия, потому что приказано, и молят: «отпустите вы нас только поскорее, потому что у нас покос, уборка хлеба». Если бы меня выбрали в гласные, то я и сам не знал бы, зачем меня выбрали и что я там буду делать».

Крестьянам всё равно кого выбирать в гласные ― каждый желает только, чтобы его не выбрали. А в газетах сейчас пропечатают: «отрадно видеть, что крестьяне умеют ценить» и пр., или: «прискорбно видеть, что местная интеллигенция не щадит себя самой, высказываясь против лица, за которое высказывается четыре пятых населения всего уезда» и пр.— Александр Энгельгарт, «Письма из деревни», 1873